# Stenogymnocnemia ismayi
Stenogymnocnemia ismayi là một loài côn trùng trong họ Myrmeleontidae thuộc bộ Neuroptera. Loài này được New miêu tả năm 1990.